# Bar (Lokal)

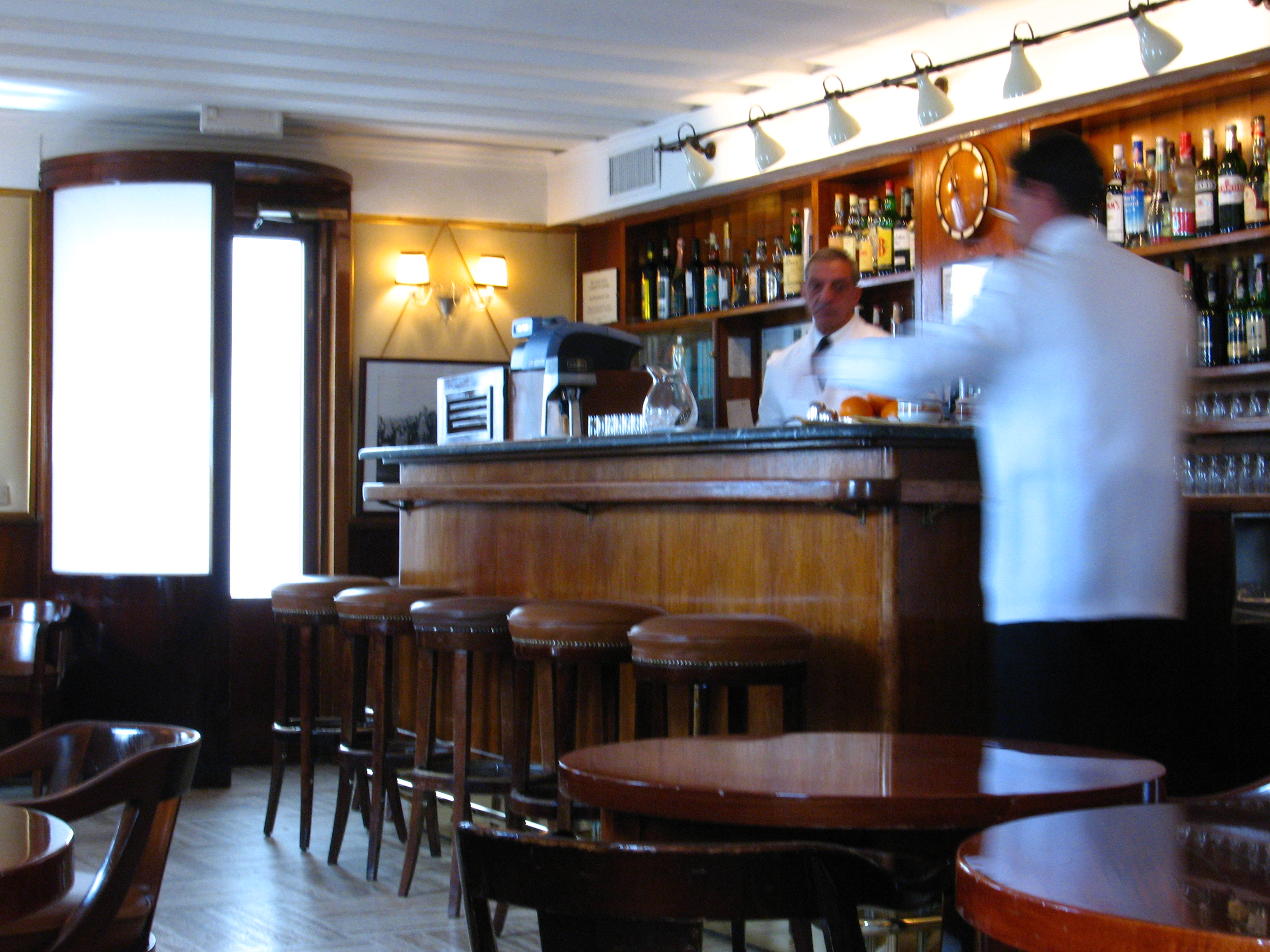
Die traditionsreiche Harry’s Bar in Venedig

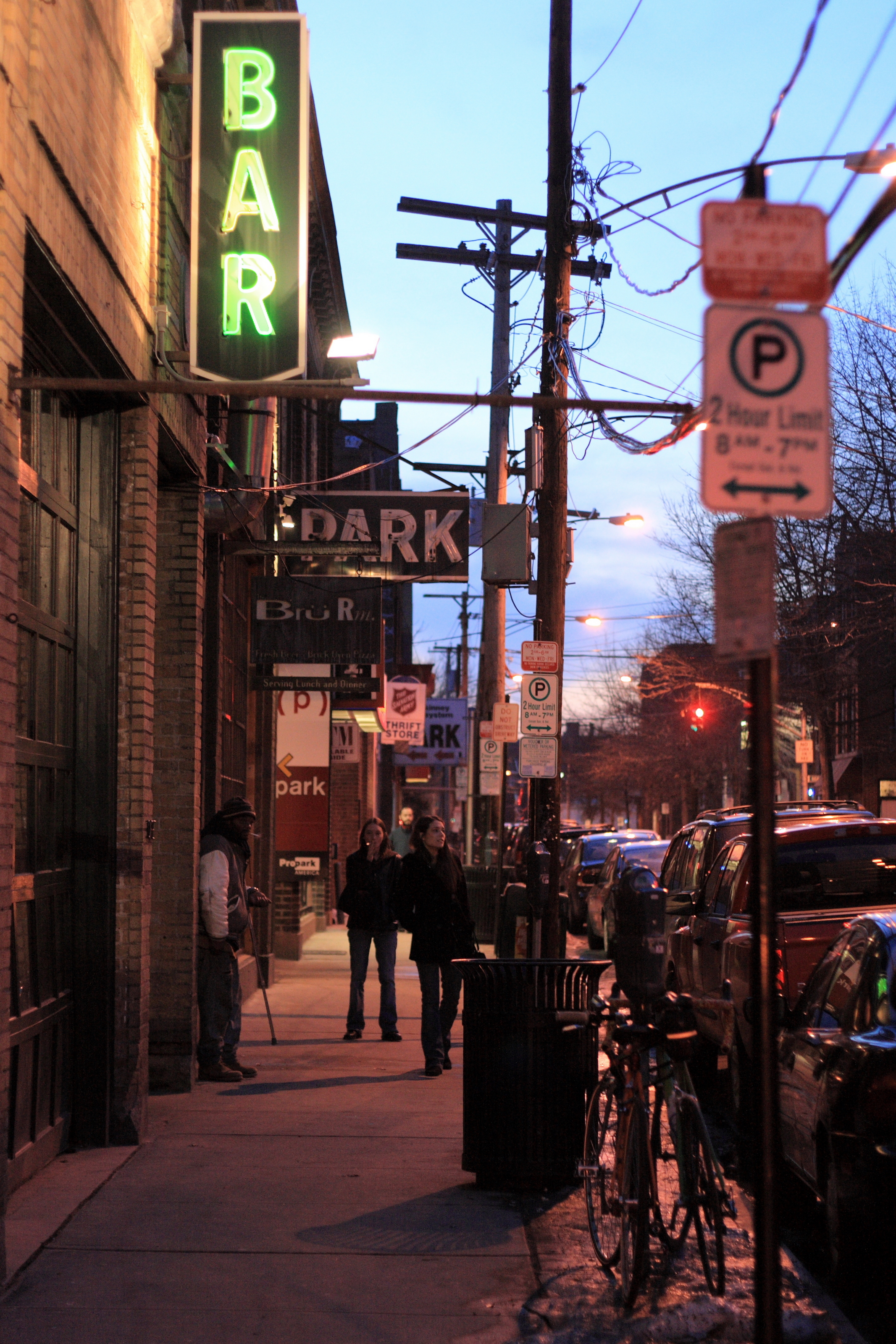
Eine Bar in New Haven

Eine Bar ist eine Lokalität oder gastronomische Ausstattung, an der primär Getränke ausgeschenkt werden.

## Definitionen
Entlehnt wurde das Wort im 19. Jahrhundert aus dem englischen bar, das (wie das altfranzösische Wort barre) ursprünglich Querstange bedeutete und später eine aus mehreren Stangen bestehende Schranke bezeichnete.
Im engeren Sinn bezeichnet der Begriff nur die eigentliche Theke (englisch: bar; vgl. althochdeutsch bâri, ‚tragend‘), vor der der Gast entweder steht oder auf Barhockern sitzt und an der die Getränke zubereitet und konsumiert werden, sowie die dazugehörigen Regale für Flaschen und Zubehör (engl. backbar). Der Begriff „Hausbar“ wird teilweise auch nur für eine private Sammlung von Spirituosenflaschen verwendet. Im weiteren Sinn wird unter Bar die gesamte Gaststätte im Sinn einer gastronomischen Einrichtung verstanden – man kann also „in einer Bar (Lokal) an der Bar (Theke)“ sitzen.

## Geschichte
Eine klassische Form der Bar ist die American Bar, in der insbesondere auch alkoholische Getränke angeboten werden. Solche Bars gab es in Europa lange Zeit fast nur in größeren Hotels (Hotelbar), aus dem französischen Raum kommend auch in gehobenen Restaurants: Dort nimmt man an der Bar den Aperitif, insbesondere wenn man auf einen freiwerdenden Tisch wartet, oder den Digestif.
Seit den 1970er Jahren entwickelten sich zunehmend unabhängige Barbetriebe mit einem Gastronomiekonzept. Die meisten von ihnen sind nur abends und nachts geöffnet, einige aber auch tagsüber. Je nach Ausrichtung und Region werden speziell Spirituosen oder Cocktails, oder speziell auch Wein oder Bier angeboten, jedoch nur selten aufwändige Speisen. In Mittelmeerländern bezeichnet es in der Regel eine kleine gastronomische Einrichtung, in der speziell Kaffeegetränke gereicht werden, und die sich in fast jeder Straße einer Stadt findet. Dort war es teilweise nicht üblich, sich zum Kaffeetrinken länger niederzulassen (Stehcafé). Solche Espresso-Bars, die inzwischen eher einem Café entsprechen, gibt es mittlerweile weltweit. Die Berufsbezeichnung des Barista leitet sich aus diesem Bezug ab.

## Galerie
Beispiele für verschiedene Arten von Bars:

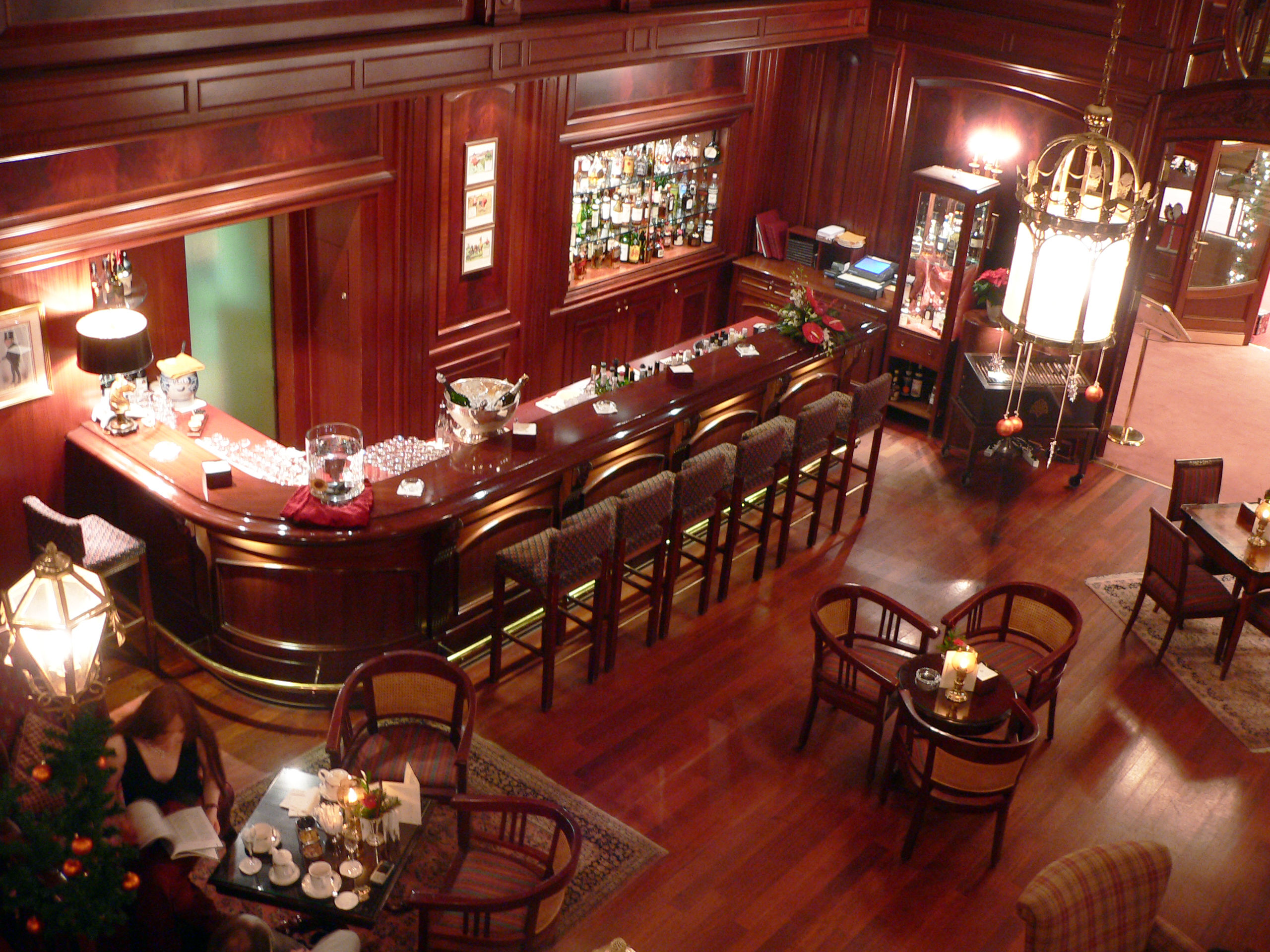
Hotelbar in der Schweiz
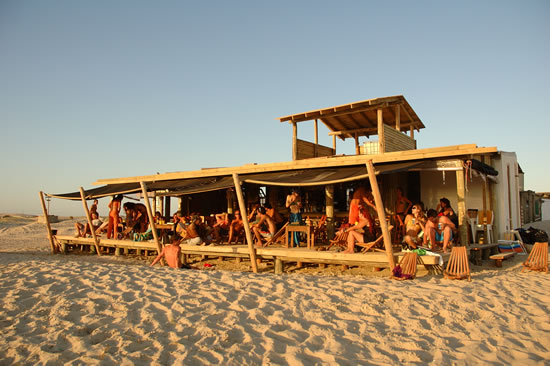
Strandbar in Uruguay
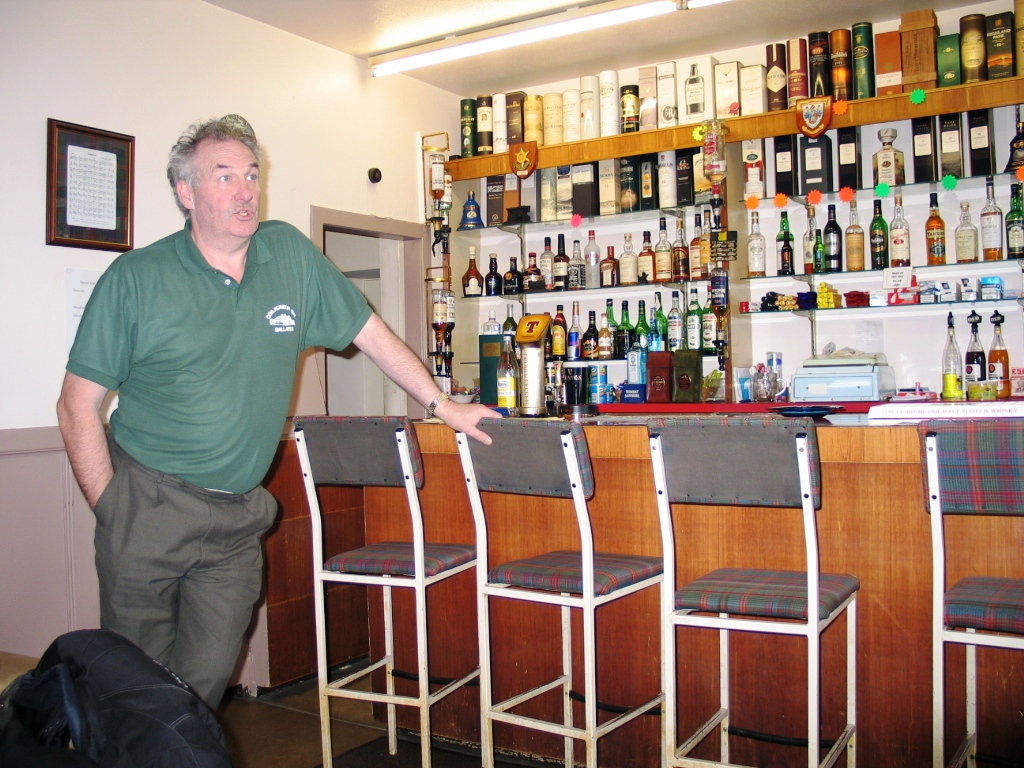
Bar in Schottland
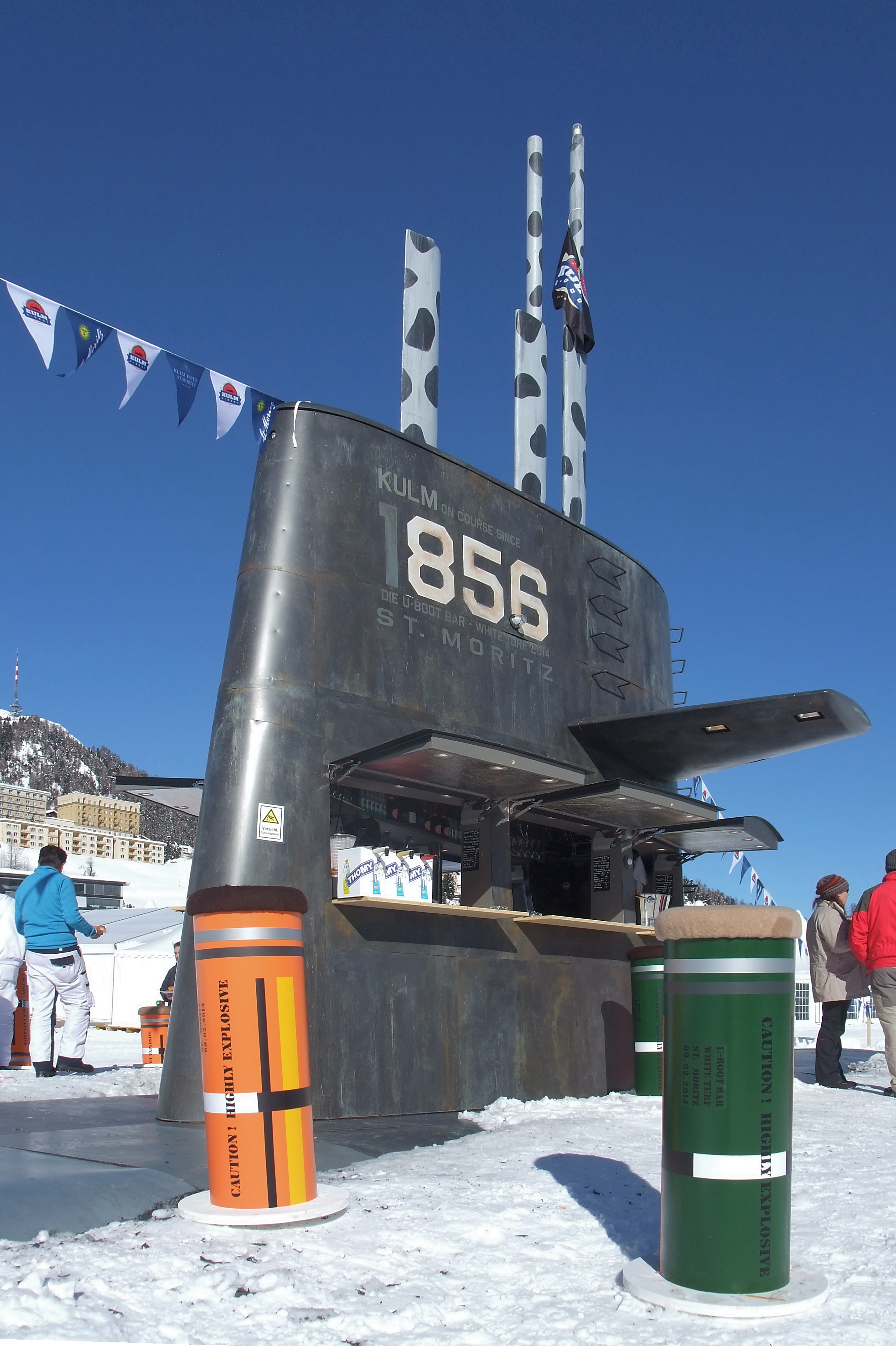
Bar in U-Boot-Form in St. Moritz
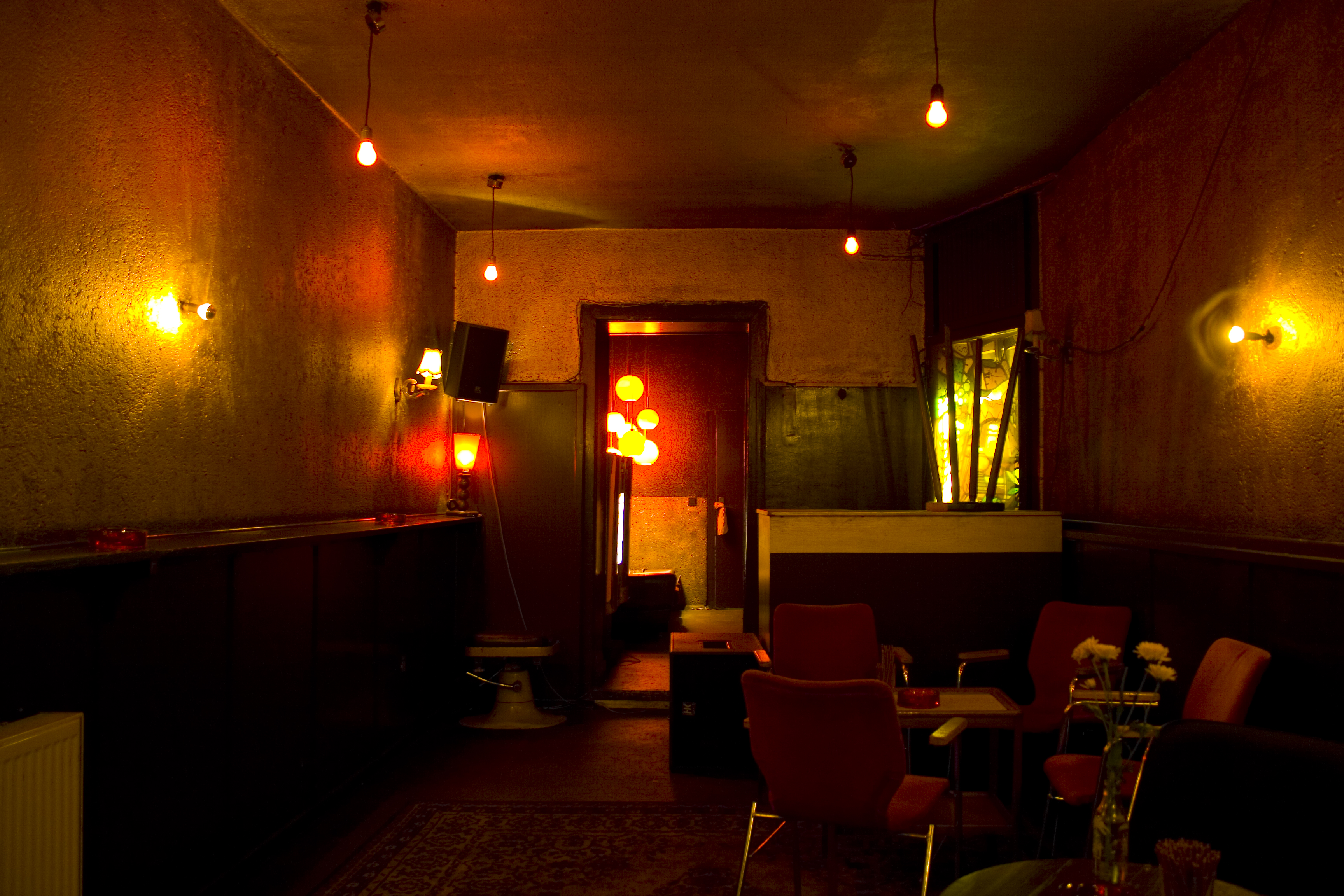
Typische Retro-Bar in Berlin
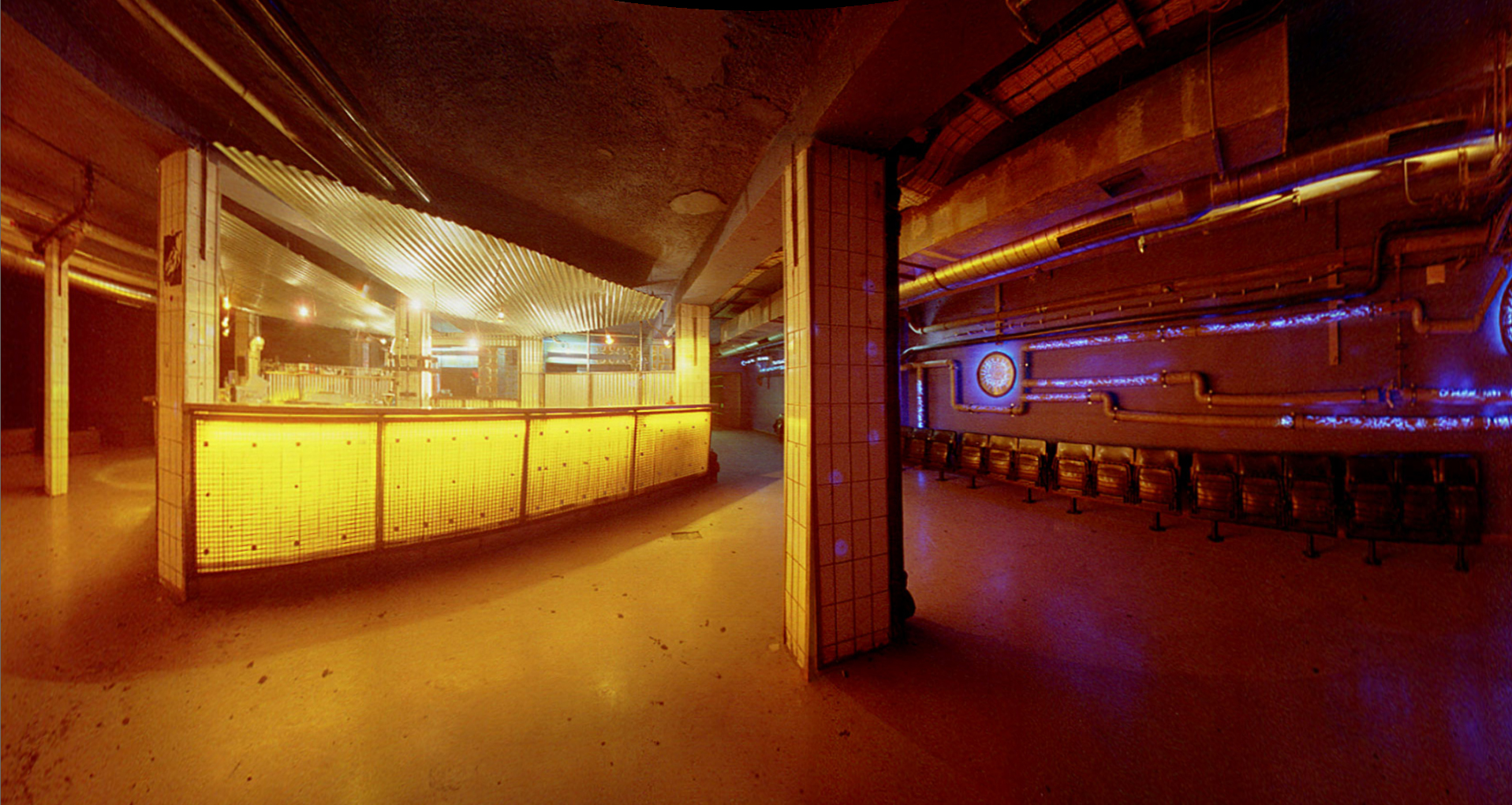
Bar in einem Nachtclub in München